# Osmond de Turville Lovett
Osmond de Turville Lovett, britanski general, * 1898, † 1982.